# 음력 10월 6일
음력 10월 6일은 음력 10월의 6번째 날이다.

## 사건
- 1592년 - 진주대첩 발발.
- 1977년 - 장성탄광 화재 발생.

## 탄생
- 1981년
  - 대한민국의 래퍼 미료 (허니패밀리, 브라운 아이드 걸스).
  - 대한민국의 가수 윤우현 (버즈).
- 1984년 대한민국의 배우 이청아.
- 1990년
  - 대한민국의 가수 장동우 (인피니트).
  - 대한민국의 배우 이유비.
  - 대한민국의 가수 서은광 (비투비).

## 같이 보기
- 음력 360일: 1월 2월 3월 4월 5월 6월 7월 8월 9월 10월 11월 12월
- 전날:10월 5일 다음날:10월 7일 - 전달:9월 6일 다음달:11월 6일
- 양력:10월 6일
- 음력, 윤달